# Kaduna (estado)
O Estado de Kaduna fica no centro norte da Nigéria, Sua capital é a cidade de Kaduna.

## História
O Estado é o sucessor da antiga Região Norte da Nigéria, que tinha sua capital em Kaduna. Em 1967 esta foi dividida em seis estados, um dos quais era o estado North-Central, cujo nome foi mudado para estado Kaduna em 1976. Este foi ainda dividido em 1987, perdendo espaço agora parte do estado Katsina. Sob o governo de Kaduna está a antiga cidade de Zaria ou synanimously como era chamada de "Zauzau Emirado". 

## Divisões administrativas
O Estado de Kaduna é composto de 23 Áreas de governo local. São:
| - Birni-Gwari - Chikun - Giwa - Igabi - Ikara - Jaba - Jema'a - Kachia - Kaduna-Norte - Kaduna-Sul - Kagarko - Kajuru | - Kaura - Kauru - Kubau - Kudan - Lerea - Makarfi - Sabon-Gari - Sanga - Soba - Zango-Kataf - Zaria |

## Demografia
O Estado de Kaduna é maioritariamente habitado por hauçás, guaris, Katab e Bajjuu comunidades étnicas. 